# Siergiej Nikitin (piłkarz)
Siergiej Pietrowicz Nikitin (kirg. i ros. Сергей Петрович Никитин, ur. 6 czerwca 1968 w Frunze) – kirgiski piłkarz rosyjskiego pochodzenia występujący na pozycji obrońcy lub pomocnika.

## Kariera klubowa
Karierę na poziomie seniorskim rozpoczął w 1985 roku w klubie Ałga Frunze, dla którego rozegrał łącznie w Drugiej Lidze ZSRR 117 spotkań, w których zdobył 9 bramek. W latach 1989–1991 grał na tym samym poziomie rozgrywkowym jako zawodnik Ałaju Osz oraz APK Azow. Po rozpadzie Związku Radzieckiego przeniósł się na Ukrainę i został piłkarzem Krystału Czortków (Persza Liha), dla którego rozegrał 25 ligowych spotkań. Przed sezonem 1992/93 przeszedł do trzecioligowego zespołu Dnipro Czerkasy, gdzie pozostał na okres jednej rundy.
W styczniu 1993 roku został zawodnikiem Pogoni Szczecin, prowadzonej przez Romualda Szukiełowicza. Przez kolejne 2,5 roku występował na poziomie I ligi jako podstawowy defensywny pomocnik. Ogółem rozegrał dla Pogoni 66 ligowych spotkań w których zdobył 3 bramki. Przed sezonem 1995/96 odszedł do FC Slovácká Slavia Uherské Hradiště, gdzie rozegrał 7 meczów w czeskiej ekstraklasie. Od 1996 roku kontynuował karierę w słowackich i rosyjskich klubach występujących w niższych kategoriach rozgrywkowych. W 2005 roku zakończył grę w piłkę nożną.

## Kariera trenerska
W latach 2011–2013 był trenerem reprezentacji Rosji U-19 kobiet.

## Życie prywatne
Jest założycielem i dyrektorem sportowym akademii piłkarskiej FK Impułs. Na stałe mieszka w Togliatti.